# Serie A 2003 (Ecuador)
La Serie A 2003 è stata la 45ª edizione della massima serie del campionato di calcio dell'Ecuador, ed è stata vinta dalla LDU Quito, giunto al suo settimo titolo.

## Formula
La stagione è divisa in due fasi: Apertura e Finalización. La prima si disputa in un girone unico; le prime tre si qualificano al girone finale. Il Finalización ricalca l'andamento dell'Apertura. Le ultime due squadre nella classifica complessiva delle due fasi vengono retrocesse, mentre le 6 qualificate alla fase finale si disputano il titolo.

## Apertura
|  | Pos. | Squadra            | Pt | G  | V  | N | P  | GF | GS | DR  |
|  | ---- | ------------------ | -- | -- | -- | - | -- | -- | -- | --- |
|  | 1.   | Barcelona SC       | 38 | 18 | 12 | 2 | 4  | 41 | 19 | +22 |
|  | 2.   | LDU Quito          | 36 | 18 | 10 | 6 | 2  | 37 | 24 | +13 |
|  | 3.   | El Nacional        | 31 | 18 | 9  | 4 | 5  | 31 | 22 | +9  |
|  | 4.   | Deportivo Quito    | 28 | 18 | 8  | 4 | 6  | 29 | 23 | +6  |
|  | 5.   | Emelec             | 26 | 18 | 6  | 8 | 4  | 26 | 31 | -5  |
|  | 6.   | Deportivo Cuenca   | 22 | 18 | 5  | 7 | 6  | 27 | 26 | +1  |
|  | 6.   | Aucas              | 22 | 18 | 6  | 4 | 8  | 24 | 26 | -2  |
|  | 8.   | Téc. Universitario | 17 | 18 | 4  | 5 | 9  | 24 | 36 | -12 |
|  | 9.   | ESPOLI             | 15 | 18 | 4  | 3 | 11 | 25 | 37 | -12 |
|  | 10.  | Manta              | 12 | 18 | 3  | 3 | 12 | 17 | 37 | -20 |

Barcelona 3 punti bonus; LDU Quito 2; El Nacional 1.

## Finalización
|  | Pos. | Squadra            | Pt | G  | V  | N | P  | GF | GS | DR  |
|  | ---- | ------------------ | -- | -- | -- | - | -- | -- | -- | --- |
|  | 1.   | LDU Quito          | 34 | 18 | 10 | 4 | 4  | 31 | 15 | +16 |
|  | 1.   | Barcelona SC       | 34 | 18 | 9  | 7 | 2  | 28 | 12 | +16 |
|  | 3.   | El Nacional        | 32 | 18 | 9  | 5 | 4  | 38 | 18 | +20 |
|  | 3.   | Deportivo Quito    | 32 | 18 | 10 | 2 | 6  | 27 | 23 | +4  |
|  | 5.   | Deportivo Cuenca   | 27 | 18 | 8  | 3 | 7  | 22 | 17 | +5  |
|  | 5.   | Emelec             | 27 | 18 | 8  | 3 | 7  | 29 | 26 | +3  |
|  | 7.   | ESPOLI             | 21 | 18 | 5  | 6 | 7  | 24 | 35 | -11 |
|  | 7.   | Aucas              | 18 | 18 | 5  | 3 | 10 | 21 | 29 | -8  |
|  | 9.   | Manta              | 14 | 18 | 3  | 5 | 10 | 16 | 38 | -22 |
|  | 10.  | Téc. Universitario | 10 | 18 | 2  | 4 | 12 | 13 | 36 | -23 |

LDU Quito 3 punti bonus; Barcelona 2; El Nacional 1.

## Classifica complessiva
|  | Pos. | Squadra            | Pt | G  | V  | N  | P  | GF | GS | DR  |
|  | ---- | ------------------ | -- | -- | -- | -- | -- | -- | -- | --- |
|  | 1.   | Barcelona SC       | 72 | 36 | 21 | 9  | 6  | 69 | 31 | +38 |
|  | 2.   | LDU Quito          | 70 | 36 | 20 | 10 | 6  | 68 | 39 | +29 |
|  | 3.   | El Nacional        | 63 | 36 | 18 | 9  | 9  | 69 | 40 | +29 |
|  | 4.   | Deportivo Quito    | 60 | 36 | 18 | 6  | 12 | 56 | 46 | +10 |
|  | 5.   | Emelec             | 53 | 36 | 14 | 11 | 11 | 55 | 57 | -2  |
|  | 6.   | Deportivo Cuenca   | 49 | 36 | 13 | 10 | 13 | 49 | 43 | +6  |
|  | 7.   | Aucas              | 40 | 36 | 11 | 8  | 17 | 45 | 55 | -10 |
|  | 8.   | ESPOLI             | 36 | 36 | 9  | 8  | 19 | 49 | 72 | -33 |
|  | 9.   | Téc. Universitario | 27 | 36 | 6  | 9  | 21 | 37 | 72 | -35 |
|  | 10.  | Manta              | 26 | 36 | 6  | 8  | 22 | 33 | 75 | -42 |

## Fase finale
Barcelona 5 punti bonus; LDU Quito 5; El Nacional 2.
|                    | Pos. | Squadra          | Pt | G  | V | N | P | GF | GS | DR  |
| ------------------ | ---- | ---------------- | -- | -- | - | - | - | -- | -- | --- |
| Ecuador (bandiera) | 1.   | LDU Quito        | 26 | 10 | 7 | 0 | 3 | 19 | 13 | +6  |
|                    | 2.   | Barcelona SC     | 23 | 10 | 6 | 0 | 4 | 19 | 9  | +10 |
|                    | 3.   | El Nacional      | 20 | 10 | 6 | 0 | 4 | 21 | 13 | +8  |
|                    | 4.   | Emelec           | 11 | 10 | 3 | 2 | 5 | 12 | 21 | -9  |
|                    | 5.   | Deportivo Quito  | 10 | 10 | 3 | 1 | 6 | 11 | 19 | -8  |
|                    | 5.   | Deportivo Cuenca | 10 | 10 | 3 | 1 | 6 | 17 | 26 | -9  |

## Verdetti
- LDU Quito campione nazionale
- LDU Quito, Barcelona ed El Nacional in Coppa Libertadores 2004
- LDU Quito e Barcelona in Copa Sudamericana 2003
- Técnico Universitario e Manta retrocessi.

## Classifica marcatori
| Gol |  |  | Giocatore         | Squadra            |
| --- |  |  | ----------------- | ------------------ |
| 23  |  |  | Ariel Graziani    | Barcelona SC       |
| 21  |  |  | Carlos Quiñónez   | Deportivo Cuenca   |
| 19  |  |  | Rubén Ferrer      | Téc. Universitario |
| 19  |  |  | Ebelio Ordóñez    | El Nacional        |
| 18  |  |  | Rodrigo Teixeira  | Barcelona SC       |
| 15  |  |  | Cléber Chalá      | El Nacional        |
| 14  |  |  | Marlon Ayoví      | Deportivo Quito    |
| 13  |  |  | Gustavo Figueroa  | Aucas              |
| 12  |  |  | Otilino Tenorio   | Emelec             |
| 11  |  |  | Johnny Baldeón    | Deportivo Quito    |
| 11  |  |  | Christian Botero  | Deportivo Cuenca   |
| 11  |  |  | Virgilio Ferreira | LDU Quito          |
| 11  |  |  | Carlos Grueso     | El Nacional        |
| 11  |  |  | Carlos Juárez     | Emelec             |
| 10  |  |  | Paúl Ambrosi      | LDU Quito          |
| 10  |  |  | Alex Perlaza      | Manta              |
| 10  |  |  | Luis Zambrano     | LDU Quito          |